# 용곡초등학교
용곡초등학교는 대한민국 경상북도 상주시 함창읍 신흥3길 1 (신흥리)에 있었던 초등학교이다.

## 연혁
- 1943년 6월 9일 금곡공립국민학교 개교(설립인가 5월 6일, 금곡리 296)
- 1946년 7월 5일 신흥리 274로 위치 변경
- 1946년 7월 15일 함창남부공립국민학교로 개칭
- 1950년 6월 1일 함창남부국민학교로 교명 변경
- 1950년 9월 15일 금곡분교장 설립인가
- 1973년 11월 1일 용곡국민학교로 교명 변경
- 1985년 3월 1일 병설유치원 인가
- 1996년 3월 1일 용곡초등학교로 개칭
- 1997년 2월 20일 제49회 졸업식(15명)
- 1998년 2월 18일 제50회 졸업식(4명)
- 1998년 3월 1일 폐교(함창초등학교로 통폐합)